# SE Pontaporanense
Sociedade Esportiva Pontaporanense is een Braziliaanse voetbalclub uit Ponta Porã in de staat Mato Grosso do Sul.

## Geschiedenis
De club werd opgericht in 1953 als Clube Comercial. De club speelde in 1982 voor het eerst in de hoogste klasse van het Campeonato Sul-Mato-Grossense en eindigde dat jaar vierde. Het volgende seizoen eindigde de club laatste. De volgende jaren eindigde de club meestal in de middenmoot. In 1991 nam de club de huidige naam aan. In 1992 werden ze derde. In 1994 plaatste de club zich voor de finale om de titel en verloor deze van Comercial. Het volgende seizoen was de club de beste club van de eerste fase, maar in de tweede eindigden ze slechts zesde. Hierna verdween de club voor een tijdje uit de profcompetitie. In 2015 speelden ze opnieuw in de tweede klasse. 